# When the Stars Go Blue
"When The Stars Go Blue" er en populær alternativ countrysang, der oprindeligt er komponeret og fremført af det tidligere Whiskeytown-medlem Ryan Adams. Sangen blev udgivet på hans album Gold den 5. september, 2001. Sangen er senere blevet indspillet i flere coverversioner, hvoraf udgaven som keltiske band The Corrs indspillede sammen U2's forsanger, Bono, er blandt de mest berømte. Derudover er den blevet indspillet af countrysangeren Tim McGraw og de norske sangere Venke Knutson og Kurt Nilsen som en duet. Phil Lesh and Friends har optrådt med "When The Stars Go Blue" mange gange på scenen.

## The Corrs' version
The Corrs indspillede sangen på deres album VH1 Presents: The Corrs, Live In Dublin i 2002, sammen med Bono fra U2. Sangen blev remixet til deres album Dreams: The Ultimate Corrs Collection i 2006, og den blev udgivet som single i Spanien, hvor den nåede nummer 1 i september.

### Hitlister
| Hitliste              | Højeste placering |
| --------------------- | ----------------- |
| U.S. Adult Top 40     | 18                |
| Spanish Airplay Chart | 1                 |